# Corydoras hastatus
Cá chuột lùn là loài cá nước ngọt nhiệt đới thuộc phân họ Corydoradinae thuộc họ Callichthyidae. Đây là một loài cá cảnh nước ngọt cỡ nhỏ, được yêu thích vì màu sắc và kích thước. Chúng có nguồn gốc ở những vùng nước nội địa ở Nam Mỹ, và được tìm thấy ở các lưu vực sông Amazon và sông Paraguay ở Argentina, Bolivia và Brazil. Tên gốc của loài cá này hastatus cụ thể có nghĩa là có một cây giáo, liên tưởng đến vị trí mũi nhọn giống như trên đuôi gốc của nó.

## Đặc điểm
Cơ thể của cá chuột lùn thường là chắc hơn so với các loài Corydoras dài khác. Cơ thể của nó là một màu trắng mờ đến màu ô liu, với một sọc mỏng tối trên mặt từ phía sau nắp mang vào gốc của đuôi và bụng màu trắng. Nó có một cái lưỡi liềm màu trắng ở gốc đuôi xung quanh một điểm đen. Con cá sẽ tăng trưởng và dài lên đến 1,4 inch (3,5 cm), nhưng kích cỡ 1,0 inch (2,5 cm) là điển hình hơn. Con đực nhỏ hơn, mảnh mai hơn và có một vây lưng nhọn hơn so với con cái. Cá chuột lùn duy trì vị thế của mình bằng cách sử dụng chuyển động nhanh chóng vây, đặc biệt là với các vây ngực của nó. Những chuyển động nhanh, kết hợp với một nhịp thở cao.

## Tập tính
Cá chuột lùn sống trong khí hậu nhiệt đới trong nước với độ pH 6,0-8,0, độ cứng của nước 5-19 dGH, và một phạm vi nhiệt độ 68-82 F (20-28 °C). Nó được tìm thấy trong các ao nuôi. Nó ăn sâu, động vật giáp xác sống ở đáy, côn trùng và cây cối. Chúng được tìm thấy trong lưu vực paraguay và lưu vực Amazone. Nó khác với hầu hết các loài Corydoras lại bằng cách chọn vùng tầng nước giữa thay vì phía dưới, dành phần lớn thời gian của mình dưới các vùng cây rậm rạp. Khi nó nằm, nó dựa trên các lá của cây. 

## Sinh sản
Cá đẻ trứng trong thảm thực vật dày đặc, khi con đực thụ tinh cho con cái trong khoảng 30 giây. Khoảng 7-15 trứng được sinh ra trong một ngày duy nhất, và đẻ trứng diễn ra vào 3-4 ngày liên tiếp. Tổng cộng có 30 đến 60 trứng có thể được sinh ra bởi một con cái duy nhất trong giai đoạn này. Trứng nở sau 3-9 ngày. Cá bột dài khoảng 6 mm khi nở, chủ yếu là có màu mờ nhưng đôi khi có đốm. Trong hai tháng, cá con dài khoảng 18 mm. Cá con trưởng thành trong sáu đến tám tháng.